# 司空壱
司空 壱（サゴン・イル、朝鮮語: 사공일/司空壹、1940年1月10日 - ）は、韓国の経済学者、政治家。元財務部長官。本貫は孝令司空氏。

## 経歴
日本統治時代の慶尚北道軍威郡孝令面出身。小学校4年の時に家族と共に大邱に引越し、慶北高等学校、ソウル大学校商科大学、カリフォルニア大学ロサンゼルス校（UCLA）卒。経済学博士。
ニューヨーク大学教授を4年間務めた後、韓国開発研究院財政金融室長、副総理兼経済企画院長官諮問官、産業研究院長を経て、1982年に韓国開発研究院副院長、1983年から1987年に全斗煥政権の経済首席秘書官を歴任した。1987年から第32・33代財務部長官を務めた。退任後の1993年に世界経済研究院理事長、2003年に高麗大学校碩座教授、2005年に大邱大学校碩座教授、2007年に李明博の第17代大統領職引受委員会国家競争力強化特別委員会委員長、慶尚大学校碩座教授、2009年にG20首脳会合準備委員会委員長、韓国貿易協会会長、大統領経済特別補佐官、2011年9月にチャイナ2030国際コンファレンス政策諮問、2012年に韓国貿易協会名誉会長を歴任した。

## エピソード
名前は数字の「4・0・1」の粒読みと同音であるため、誤解されたことがある。